# 大流克
大流克是阿契美尼德王朝发行的一种纯金货币。大流士一世即位后（公元前520年），借鉴了吕底亚的造币经验，对自己的货币制度进行改革，并且也开始在整个帝国的范围内发行自己的货币。金币重8.4克，其制作过程就是将高纯度金块加热后，放在雕刻有图案的币模上，然后用力捶打而成。这些金币用于国家赋税，也用于大宗的商贸活动，不仅仅只在波斯帝国内，包括在周边的一些地区也有使用。 
金币名称的由来，或许就是因为在金币正面描绘的是大流士一世的形象。国王通常被塑造成一个半跪姿态的弓箭手，因此该金币有时候也会被称为“弓箭手”。钱币的背面是一个长方形的戳印，没有任何铭文。在波斯帝国，只有皇帝才有特权发行金币。因为大流克的含金量一直维持在97%左右，所以在几个世纪里，在商贸领域它一直是最基本的流通货币。
公元前330年，阿契美尼德帝国被马其顿亚历山大大帝所灭，大流克的发行也随之终止。

## 参看
- 吕底亚
- 阿契美尼德帝国
- 大流士一世